# Benedetto Castelli

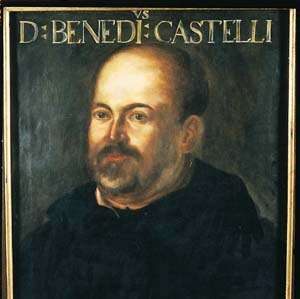
Benedetto Castelli

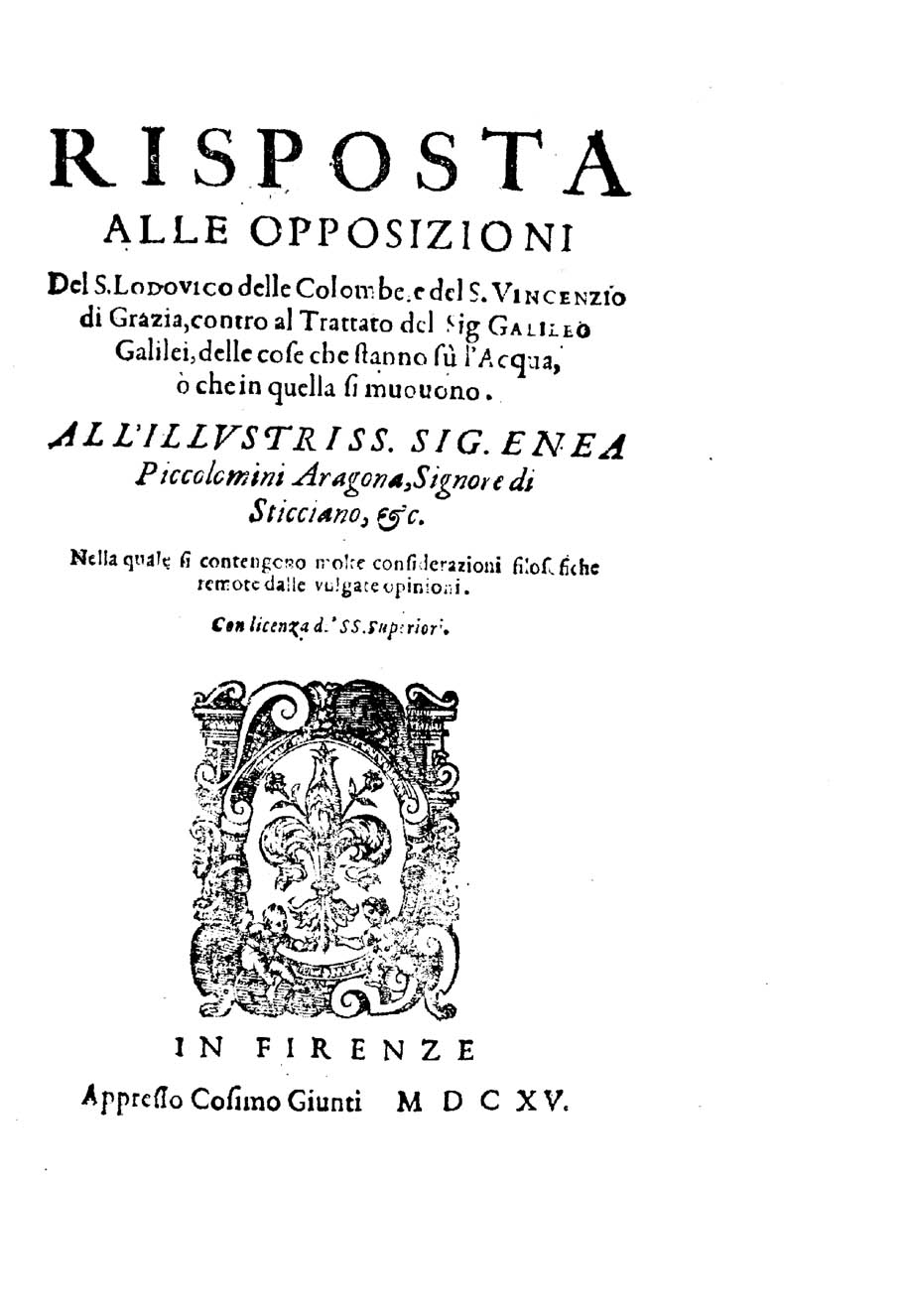
Risposta alle opposizioni

Benedetto Castelli (* 1577 (oder 1578) in Brescia als Antonio Castelli; † 9. April 1643 in Rom) war ein italienischer Naturwissenschaftler.
Antonio war das älteste der acht Kinder von Annibale Castelli aus einer Brescianer Adelsfamilie und Alda Tiberi. Drei seiner Brüder kamen bei Raufhändeln ums Leben, der jüngste Bruder Quinto wurde wegen verschiedener Delikte erst aus der Republik Venedig verbannt und später zu sieben Jahren Kerker verurteilt. Antonio wurde im Jahr 1595 als Benedictus de Brixia Benediktinermönch in SS. Faustino e Giovita zu Brescia. Sicher vor 1604 wurde er nach Padua versetzt, wo er seine mathematischen Studien bei Galileo Galilei an der Universität Padua fortsetzen konnte. Da Galilei als Freund des Abtes von Santa Giustina und Nachbar des Klosters regen Verkehr mit den Mönchen pflegte, konnte sich aus dem Verhältnis zwischen Lehrer und Schüler eine Freundschaft entwickeln. 1611 folgte Benedetto Galilei nach Florenz, wo er Privatunterricht für Adlige und Angehörige der Familie Medici gab. 1613 konnte er auf Empfehlung Galileis eine Professur für Mathematik an der Universität Pisa als Nachfolger des verstorbenen Antonio Santucci übernehmen, wo er nicht nur über Euklid oder den Almagest las, sondern auch über Schriften Galileis wie den Compasso geometrico e militare.
Bereits 1624 wurde er von Papst Urban VIII. in die Poebene geschickt, um dort Maßnahmen zur Flussregulierung vorzubereiten. 1626 berief ihn der Papst  an die päpstliche Universität La Sapienza. Auch als Erzieher des Papstneffen Taddeo Barberini wurde Castelli tätig. 1632 wurde er Abt eines Klosters (später soll er vier derartige Posten gleichzeitig innegehabt haben).
Castelli war einer der engsten Vertrauten von Galilei; er verfasste mindestens eine Verteidigungsschrift für ihn und war Verbindungsmann während der Verfahren gegen ihn. Eine Vorrichtung zur gefahrlosen Beobachtung von Sonnenflecken geht auf ihn zurück, die vermutlich bereits in den gemeinsamen Jahren in Padua entwickelt wurde.
1639/40 schrieb er eine Abhandlung über Magneteisenstein.
Castelli war Lehrer von Giovanni Alfonso Borelli, Bonaventura Cavalieri und Evangelista Torricelli.
Am 12. März 2017 wurde der Asteroid (6857) Castelli nach ihm benannt.